# 1-idrossi-2-naftoato 1,2-diossigenasi
La 1-idrossi-2-naftoato 1,2-diossigenasi è un enzima appartenente alla classe delle ossidoreduttasi, che catalizza la seguente reazione:
1-idrossi-2-naftoato + O2 ⇄ (3Z)-4-(2-carbossifenil)-2-ossobut-3-enoat
Richiede Fe2+. Coinvolto, assieme alla 4-(2-carbossifenil)-2-ossobut-3-enoato aldolasi (numero EC 4.1.2.34)" nel metabolismo del fenantrene nei batteri.